# Randy Samuel
Randolph FitzGerald Samuel (Municipio de Point Fortin, Trinidad y Tobago, 23 de diciembre de 1963) es un exfutbolista trinitense nacionalizado canadiense. Jugó como defensa. 
Actualmente es miembro de Canada Soccer Hall of Fame desde 2006.

## Selección nacional
Ha sido internacional con la selección de fútbol de Canadá, disputó 82 partidos internacionales, y participó en la Copa Mundial de Fútbol de 1986, siendo la primera participación y única de su país, jugó los tres partidos de la fase de grupos. También disputó por el seleccionado canadiense en la Copa de Oro de la Concacaf en 1991 y 1993. 

### Participaciones en Copas del Mundo
| Mundial                        | Sede   | Resultado    |
| ------------------------------ | ------ | ------------ |
| Copa Mundial de Fútbol de 1986 | México | Primera fase |

## Clubes
| Club                   | País           | Año       |
| ---------------------- | -------------- | --------- |
| Edmonton Eagles        | Canadá         | 1983-1984 |
| Vancouver Whitecaps    | Canadá         | 1984      |
| Edmonton Eagles        | Canadá         | 1984-1985 |
| PSV Eindhoven          | Países Bajos   | 1985-1987 |
| FC Volendam            | Países Bajos   | 1987-1990 |
| Fortuna Sittard        | Países Bajos   | 1990-1994 |
| Port Vale              | Inglaterra     | 1985-1996 |
| Harstad IL             | Noruega        | 1997      |
| Vancouver 86ers        | Canadá         | 1998      |
| Harstad IL             | Noruega        | 1999      |
| Hampton Roads Mariners | Estados Unidos | 2000      |
| Montreal Impact        | Canadá         | 2001      |